# 毒蠻牛事件
毒蠻牛事件或蠻牛千面人事件是2005年5月中旬發生在臺灣臺中市的模仿日本「森永千面人事件」，以下毒在飲料中來向廠商勒索的犯罪事件。

## 背景
「蠻牛」是在台灣以及港澳地區販售的機能性飲料，製造廠商為保力達公司。此飲料在機能性飲料市場排名第一，年營業額達新台幣上億元。目前在市面上販售的主要通路包括便利商店、超市、檳榔攤、藥局、藥妝店以及食品店；主要的消費客層以開車族及夜貓族居多。

## 事件始末
2005年5月中旬，台灣台中市的便利商店貨架上，被人放置了注入氰化物的罐裝機能性飲料「蠻牛」，有四位民眾於5月17日深夜購買後不慎誤飲，相繼引發氰酸中毒症狀，其中55歲的男子周乙桂於5月18日深夜死亡，另外兩名受害者趙世芳、李峰銘則生命垂危。
該機能飲料被貼上印有“有毒，勿喝”字樣的標籤，疑似是用印表機印出來的。此次事件被台灣媒體大肆報導認為是模仿日本「森永千面人事件」的惡質犯罪手段，並呼籲社會大眾不要喝來歷不明的飲料。此外，行政院衛生署（今衛生福利部）已勒令保力達公司停止販售知名品牌保力達B的系列商品，直至安全無虞為止。
5月27日，家住臺北縣（現新北市）的40歲的男子王進展被逮捕，並向警方坦承其恐嚇的目的及犯罪手法乃是模仿「格力高·森永事件」（即森永千面人事件）。6月2日，台中地檢署承辦檢察官劉邦繡偵查終結，認定王進展在11處商店擺放摻有氰化物的飲料，涉嫌11次的流通物下毒罪、1次殺人罪和10次殺人未遂罪，從重依連續殺人罪嫌起訴，具體求處死刑。7月11日，台中地方法院一審宣判，依連續殺人罪判處王進展死刑，褫奪公權終身。二審到更三審，都維持死刑判決。但於2009年，在台中高分院在更四審時出現逆轉：法官認定認被告尚有再教育、再社會化之可能，判處無期徒刑。

## 外部連結
- 保力達官方網站 （页面存档备份，存于）

## 文內注釋
1. ↑  .   [2014-05-22]. （原始内容存档于2010-03-10）.
2. ↑  .   [2014-05-22]. （原始内容存档于2020-05-28）.
3. ↑  .   [2023-12-29]. （原始内容存档于2023-12-29）.